# (6451) Kärnten
6451 Karnten (1991 GP10) – planetoida z pasa głównego asteroid okrążająca Słońce w ciągu 4,31 lat w średniej odległości 2,65 j.a. Odkryta 9 kwietnia 1991 roku.